# Francis Poulenc
Francis Jean Marcel Poulenc (1899-1963) là nhà soạn nhạc, nghệ sĩ piano người Pháp. Ông là thành viên của nhóm Les Six. Âm nhạc của ông được biết  với phong cách chịu ảnh hưởng bởi trào lưu âm nhạc Hiện Đại của Stravinsky và tinh thần âm nhạc Pháp như Debussy, Ravel và Satie.

## Tiểu sử
Francis Jean Marcel Poulenc sinh ngày 7 tháng 1 năm 1899 tại Paris, Pháp. Cha ông là Emile Poulenc là thương gia ngành công nghiệp dược phẩm, mẹ ông, Jenny Royer, xuất thân từ một gia đình nghệ thuật. Bà là một trong những người thầy dạy piano đầu tiên của Francis với những bản nhạc của Schubert, Mozart và Chopin, "những bản nhạc đáng yêu và cũ rích", ông kể lại. Người bác của ông, Marcel Royer là người góp phần định hình phong cách âm nhạc của Poulenc khi dẫn dắt ông đến với trào lưu âm nhạc Hiện Đại qua các tác phẩm của Stravinsky như Petrushka (1911) hay Nghi Lễ Mùa Xuân (1913). Tài năng âm nhạc của ông đã được mọi người công nhận, Poulenc bắt đầu học trường cấp 3 Lycée để có được cơ hội vào Nhạc Viện Paris. Nhưng rốt cuộc ông phải bỏ học vì cái chết của cha mẹ ông và Đệ Nhất Thế Chiến. Trong những năm học Lycée, Francis Poulenc là học trò của Ricardo Vines về môn piano và về sau theo Charles Koechlin học môn sáng tác (1921-1924). Từ năm 1933, ông thực hiện nhiều chuyến lưu diễn và sáng tác cùng với ca sĩ Pierre Bernac, nổi tiếng tại châu Âu và châu Mỹ. Trong Chiến tranh thế giới thứ hai, Poulenc tham gia kháng chiến. 

## Phong cách âm nhạc
Những tác phẩm thời kỳ đầu của Francis Poulenc thể hiện những tìm tòi, sáng tạo mới với tác phẩm Processional pour la crémation d'un mandarin và  Préludes   nhưng cả 2 đều đã bị thất lạc hoặc bị tiêu hủy. May mắn thay ông còn lại 1 tác phẩm trong thời kì sáng tác sơ khai của ông: Rapsodie nègre  đề tặng cho Erik Satie. Tác phẩm đã gây ấn tượng tốt với công chúng và cả các nhà soạn nhạc nổi tiếng đương thời như Ravel hay Stravinsky. Trong thời gian phục vụ quân ngũ ông cũng đã sáng tác Trois mouvements perpétuels và Le Bestiaire. Trong thời gian này, Francis Poulenc cùng với các nhà soạn nhạc khác như Milhaud, Durey. v.v. thành lập nên Nhóm Sáu (Les Six). Giai đoạn sau, Poulenc hướng đến những truyền thống của dân tộc mình, có cảm thụ thế giới lạc quan, chú trọng đến tính giai điệu, rõ ràng, thanh nhã trong cấu trúc.

## Những sáng tác
Francis Poulenc đã viết:
- Opera:

- Đôi bầu vú của Tirésias (1944)
- Những đối thoại của các nữ tín đồ Carmel (1953-1956)
- Giọng nói con người (1959)
- Vị hiến binh bị hiểu lầm (1920, đây là vở opera hài)

- Ballet:

- Những con hươu cái (1923)
- Những súc vật gương mẫu (1942)

- Cantata:

- Hạn hán (1937)
- Diện mạo con người (1943)

- Nhiều tác phẩm cho dàn nhạc giao hưởng, tiêu biểu là:

- Tổ khúc Những con hươu cái (1940)
- Tổ khúc Những súc vật gương mẫu (1942)
- Các bản concerto, tiêu biểu là:

- Bản concerto cho clavecin
- Bản concerto cho piano
- Concerto Bài ca lúc bình minh cho piano piano và 18 nhạc cụ (1929)

- Các tác phẩm thanh nhạc-khí nhạc, tiêu biểu là:

- Raspodie Nègre cho piano, sáo và clavecin, tứ tấu đàn dây và ca sĩ

- Các tác phẩm nhạc thính phòng, gồm các bản:

- Tam tấu
- Tứ tấu
- Soanta

- Các tác phẩm dành riêng cho piano, nổi bật là:

- Chuyển động vĩnh cửu (1918)
- Dạo chơi (1921)
- Tổ khúc Pháp (1935)
- Capriccio cho 2 piano (1953)

- Hơn 160 ca khúc (một phần nằm trong những liên khúc, nổi bật là:

- Vũ hội hóa trang (1932)
- Những ca khúc nông thôn (1942)

- Các bản nhạc dành cho hợp xướng, tiêu biểu là:

- Những bài ca của nước Pháp (1945)
- Palu và Virginie (1946)
- Bài thơ cuối (1956)

- Nhạc cho phim, kịch